# Sebastianus
Pour les articles homonymes, voir Sébastien.
Ne doit pas être confondu avec Sébastien (général romain).
Sebastianus est un empereur romain 
vers 412-413 opposé à l'empereur Flavius Honorius dans une Gaule ébranlée par les invasions et les désordres qui s'ensuivirent.

## Règne
Nommé co-empereur par son frère Jovin, Sebastianus défend avec courage la Gaule contre les barbares mais manque de troupes. Manquant de soutien, les deux frères sont abandonnés par leurs troupes surtout composées de Burgondes et d'Alains ; ils sont assiégés dans Valence en Gaule. Capturés par le Wisigoth Athaulf, Sebastianus et son frère Jovin meurent exécutés. Les Annales de Ravenne d'Agnellus signalent l'arrivée des têtes de Jovin et Sebastianus, son frère, le 30 août 413 à Ravenne.